# Desis maxillosa
Desis maxillosa är en spindelart som först beskrevs av Fabricius 1793.  Desis maxillosa ingår i släktet Desis och familjen Desidae. Inga underarter finns listade i Catalogue of Life.